# Román Shchogolev
Román Víktorovich Shchogolev –en ruso, Роман Викторович Щёголев– (Leningrado, URSS, 20 de abril de 1973) es un deportista ruso que compitió en natación, especialista en el estilo libre.
Ganó dos medallas de plata en el Campeonato Mundial de Natación de 1994 y una medalla de bronce en el Campeonato Mundial de Natación en Piscina Corta de 1993 y una medalla de oro en el Campeonato Europeo de Natación de 1995.

## Palmarés internacional
| Campeonato Mundial                  | Campeonato Mundial         | Campeonato Mundial | Campeonato Mundial |
| Año                                 | Lugar                      | Medalla            | Prueba             |
| ----------------------------------- | -------------------------- | ------------------ | ------------------ |
| 1994                                | Roma (Italia)              | Medalla de plata   | 4 × 100 m libre    |
| 1994                                | Roma (Italia)              | Medalla de plata   | 4 × 200 m libre    |
| Campeonato Mundial en Piscina Corta |                            |                    |                    |
| Año                                 | Lugar                      | Medalla            | Prueba             |
| 1993                                | Palma de Mallorca (España) | Medalla de bronce  | 4 × 100 m libre    |
| Campeonato Europeo                  |                            |                    |                    |
| Año                                 | Lugar                      | Medalla            | Prueba             |
| 1995                                | Viena (Austria)            | Medalla de oro     | 4 × 100 m libre    |